# キシュトワール
キシュトワール（ヒンディー語：किश्तवाड़、英語：Kishtwar）は、インドのジャンムー・カシミール連邦直轄領、キシュトワール県の都市。

## 歴史
11世紀頃、キシュトワールはその名に関して言及され、その当時はキシュトヴァータと呼ばれていた。
1821年、キシュトワールはジャンムーの領主によって占領された。

## 人口
2011年の人口統計では、キシュトワールの人口は34982人。